# Giovanni Gastel

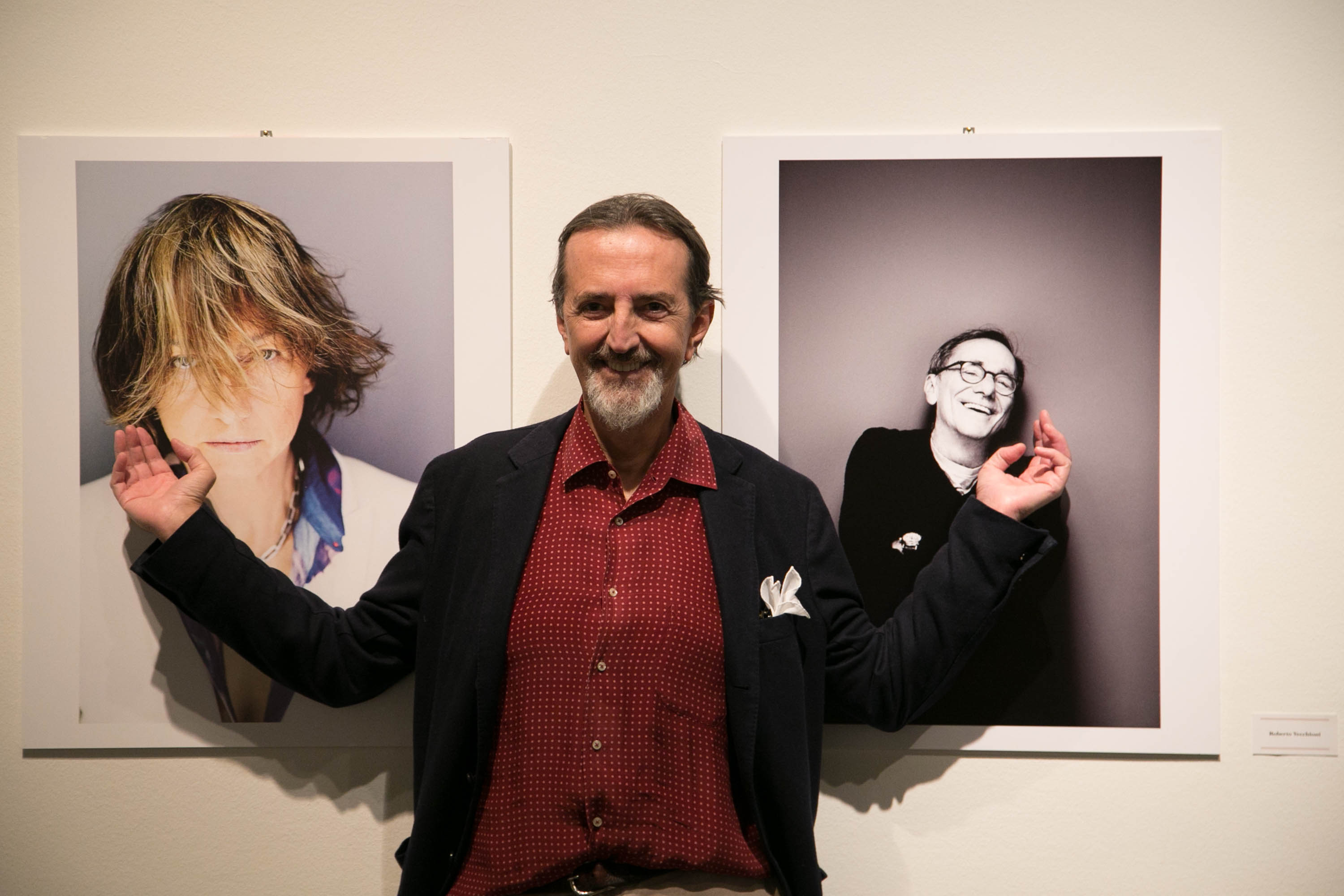
Giovanni Gastel (2017)

Giovanni Gastel (* 27. Dezember 1955 in Mailand; † 13. März 2021 ebenda) war ein italienischer Fotograf.

## Werdegang
Giovanni Gastel war ein Neffe des italienischen Regisseurs Luchino Visconti. Er begann sich in den frühen 1970er-Jahren der Fotografie zu nähern. 1981 arbeitete er für zahlreiche Modemagazine, darunter Vogue, Elle und Vanity Fair und später auch mit Marken wie Christian Dior, Trussardi, Krizia, Tod’s und Versace.
Während dieser Jahre des beruflichen Engagements begann er, seinen persönlichen Stil zu entwickeln, der sich durch eine poetische Ironie auszeichnete. Seine Leidenschaft für die Kunstgeschichte veranlasste ihn, für seine Fotografien eine ausgewogene Komposition zu bevorzugen. Sein Stil lehnt sich an die Pop Art und die Fotoarbeiten Irving Penns an.
Ab den frühen 1990er-Jahren festigte sich der berufliche Erfolg von Gastel so sehr, dass sein Name in Fachzeitschriften zusammen mit dem von Fotografen wie Oliviero Toscani, Giampaolo Barbieri, Ferdinando Scianna genannt wurde oder neben dem von Helmut Newton, Richard Avedon, Annie Leibovitz, Mario Testino und Juergen Teller erschien. 1997 widmete ihm die Mailänder Triennale die erste persönliche Ausstellung. Im Jahr 2002 wurde Gastel mit dem La Kore Oscar della Moda ausgezeichnet.
Giovanni Gastel starb am 13. März 2021 im Alter von 65 Jahren an einer COVID-19-Erkrankung. Er war verheiratet und hinterließ seine Ehefrau und zwei Kinder.